# تأثیر فراگیر ۲
تأثیر فراگیر ۲ یا اثر جرمی ۲ (به انگلیسی: Mass Effect 2) یک بازی ویدئویی به سبک نقش‌آفرینی اکشن با دید سوم شخص است که توسط شرکت بایوور توسعه یافته و به‌وسیلهٔ الکترونیک آرتس منتشر شده‌است. تأثیر فراگیر ۲ ابتدا برای مایکروسافت ویندوز و ایکس‌باکس ۳۶۰ در ۲۶ ژانویه ۲۰۱۰ منتشر شد، و نسخهٔ کنسول پلی‌استیشن ۳ آن یکسال بعد در ۱۸ ژانویه ۲۰۱۱ روانه بازار گردید. این دومین قسمت در مجموعه بازی‌های تأثیر فراگیر و ادامه تأثیر فراگیر ۱ است.
داستان بازی در قرن ۲۲ و در کهکشان راه شیری، دنباله مأموریت کامندر شپرد که وظیفه جمع‌آوری یک تیم ویژه از سرتاسر کهکشان و بدست آوردن سطح وفاداری آن‌ها برای مبارزه با گونه‌ای از جانورانی به شکل حشره، با نام کالکتورها و جلوگیری از مأموریت خودکشی آن‌ها را دنبال می‌کند. در این نسخه بایوور عناصر مختلفی از روند بازی را تغییر داد و تأکید بیشتری بر جنبه‌های سبک تیراندازی سوم شخص، شامل مهمات محدود و سیستم احیاء خودکار جان داشت. دنباله‌ای برای این بازی که قسمت آخر این سه‌گانه نیز می‌باشد با نام تأثیر فراگیر ۳ در سال ۲۰۱۲ منتشر شد.
تأثیر فراگیر ۲ با واکنش‌های بسیار خوبی از نشریات بازی‌های ویدئویی همراه بود و یک موفقت تجاری محسوب می‌شد. نسخه کنسول ایکس‌باکس ۳۶۰ این بازی با میانگین امتیاز ۹۶ از ۱۰۰ در وبگاه متاکریتیک قرار دارد. منتقدان از چندین دیدگاه مختلف بازی را مورد ستایش قرار دادند که از آن‌ها می‌توان به داستان‌سرایی تأثیر برانگیز، شخصیت‌پردازی و مبارزات اشاره کرد. بازی همچنین جوایز متعددی را در پایان سال شامل چهاردهمین جایزه سالیانه دستاورد تعاملی و بهترین بازی سال ۲۰۱۰ در هفتمین آکادمی جوایز بازی‌های بریتانیا (بفتا) کسب کرد. تأثیر فراگیر ۲ اغلب به عنوان یکی از برترین بازی‌های تمام زمان شناخته می‌شود. در سال ۲۰۲۱، تأثیر فراگیر ۲ یکبار دیگر به عنوان بخشی از عنوان تأثیر فراگیر: نسخه اسطوره‌ای بازسازی شده و در دسترس قرار گرفت.

## روند بازی
تأثیر فراگیر ۲ یک بازی ویدئویی تک‌نفره در سبک نقش‌آفرینی اکشن و با دید سوم شخص است. در ابتدا بازیکن می‌تواند پوشه ذخیره خود از اتمام نسخه اولیه را اجرا کرده یا با یک شخصیت جدید بازی را شروع کند. با اجرای پوشه ذخیره، تصمیماتی که بازیکن در نسخه اولیه گرفته‌است بر داستان نسخه دوم نیز تأثیر خواهند گذاشت. در ابتدای بازی، بازیکن قادر به ساختن چهره ظاهری، انتخاب بین شش کلاس مختلف شخصیت و دادن داستان اولیه زندگی به فرمانده شپرد است، همچنین تغییر جنسیت او نیز یک قابلیت اختیاری است که در داستان بازی تأثیر نخواهد گذاشت. هر کلاس دارای نقات قوت و ضعف مختصر به خود و مجموعه‌ای از قدرت‌های مختلف و همچنین طبقه‌بندی سلاح‌های گوناگون است.
بازی دارای سیستم سنگرگیری، فرمان دادن به افراد تیم و دارای ۱۹ کلاس مختلف اسلحه به همراه سلاح‌های سنگین و آزاد کردن نیروهای کشنده‌ای در برابر دشمنان و یک سیستم مبارزهٔ جدید و بهبود یافته‌است. در این نسخه یک مکان جدید مبتنی بر سیستم آسیب وجود دارد که در آنجا نقاط ضعف، منفجر کردن اندام بدن، سوزاندن دشمنان و غیرفعال کردن نیروهای دشمن وجود دارد. یکی از نکات مهم بازی کنترل گفتگو شنودها در طی بازی است که با جلوتر رفتن بازی سیستم مکالمه بهبود می‌یابد که این قابلیت نیز به صورت اختیاری می‌باشد که شما می‌خواهید تصمیمات روشنفکرانه بگیرید یا از زور خود استفاده کنید.
ناحیه‌ای که بازی در آن جریان دارد توسط یک نقشه از کهکشان اداره می‌شود که بازیکن قادر به کاوش کردن و اتمام مأموریت‌ها در آن می‌باشد. اکثر مأموریت‌ها متشکل از نبرد می‌باشند، اما برخی از آن‌ها مستلزم آن است که بازیکن با سفر به مستعمره‌ها با شخصیت‌های غیرقابل کنترل در طول بازی به تعامل بپردازد. با پیشروی بازیکن در سراسر بازی مکان‌های مختلف و اعضای جدیدی برای جوخه در دسترس قرار خواهند گرفت. امتیاز تجربه با به اتمام رساندن مأموریت به دست می‌آید. هر زمانی که به اندازه کافی تجربه به دست آید، سطح بازیکن بالا می‌رود و می‌تواند از آن برای توسعه و افزایش قدرت شپرد و اعضای تیمش مورد استفاده قرار گیرد.

## داستان
تأثیر فراگیر ۲ در قرن ۲۲ و در کهکشان راه شیری اتفاق می‌افتد جایی که سفر به سیارات از طریق استفاده از وسایلی به نام رلهٔ توده صورت می‌گیرد. داستان بازی دربارهٔ کامندر شپرد، یک سرباز ویژه انسان که وظیفه فرماندهی اس‌اس‌وی نورمندی قویترین کشتی فضایی که تا آن زمان ساخته شده بود را به عهده داشت. همچنین او وظیفه گردآوری یک تیم ویژه از سرتاسر کهکشان و بدست آوردن سطح وفاداری آن‌ها برای مبارزه با گونه‌ای از جانورانی به شکل حشره، با نام کالکتورها را داشت. چند هفته بعد از رخدادهای نسخه اولیه بازی، درحالی که فرمانده شپرد، دشمنشان گث را که یک نژاد از شبکه‌های هوش مصنوعی بودند زیرنظر گرفته بودند، مورد حمله یک سفینه فضایی ناشناخته قرار گرفتند. در طی این حمله بسیاری از خدمه جان خود را از دست دادند و در زمان تخلیه سفینه، فرمانده شپرد قبل از اینکه سفینه در فضا منفجر شود، جوکر خلبان سفینه را سوار بر آخرین وسیله فرار کرد و خود در سفینه باقی‌ماند. در آن هنگام بر اثر شکافی که روی لباس شپرد به وجود آمده بود، دچار خفگی گشت و جان خود را از دست داد. جنازه او به مدار یکی از سیارات نزدیک کشیده شد. در نهایت بدن شپرد توسط سازمانی به نام سربروس و رئیس آن ایلوسیومن، بازیابی و احیاء شد.

## بازتاب‌ها
| گردآورنده  | امتیاز                                        |
| ---------- | --------------------------------------------- |
| گیم‌رنکینگز | ۹۵٫۷۷٪                                        |
| متاکریتیک  | ۹۶/۱۰۰ (اکس ۳۶۰) ۹۴/۱۰۰ (پی‌سی) ۹۴/۱۰۰ (پی‌اس۳) |

| ناشر         | امتیاز      |
| ------------ | ----------- |
| وان‌آپ.کام    | -A          |
| اج           | ۹/۱۰        |
| یوروگیمر     | ۱۰/۱۰       |
| فامیتسو      | ۳۶/۴۰       |
| گیم اینفورمر | ۹٫۷۵/۱۰     |
| گیم‌پرو       | 4.5/5 ستاره |
| گیم رولیشن   | -A          |
| گیم‌اسپات     | ۹/۱۰        |
| گیم‌اسپای     | 5/5 ستاره   |
| گیم‌تریلرز    | ۹٫۷/۱۰      |
| آی‌جی‌ان       | ۹٫۶/۱۰      |

تأثیر فراگیر ۲ یک موفقیت تجاری بود و توانست امتیازها و نقدهای بسیار مثبتی از مجلات و وبگاه‌های بازی ویدئویی بدست آورد و در هفته اول انتشار توانست بیش از دو میلیون نسخه به فروش برساند. این بازی با میانگین نمرات ۹۵٫۷۷٪، ۹۴٫۵۲٪ و ۹۳٫۰۹٪ به ترتیب برای اکس‌باکس ۳۶۰، ویندوز و پلی‌استیشن ۳ در وبگاه گیم رنکینگز قرار دارد. بازی همچنین افتخارات و جوایز زیادی مانند، بهترین بازی سال از دید وبگاه آی‌جی‌ان و بهترین بازی نقش‌آفرینی سال از دید وبگاه گیم‌تریلرز را بدست آورد. منتقد آی‌جی‌ان اریک برادویگ تأثیر فراگیر ۲ را بازی بسیار شخصی، همراه با احساساتی درگیر کننده برشمرد و قابلیت وارد نمودن شخصیت را از نسخه پیشین مورد ستایش قرار داد، و اظهار داشت تجربه کلی بازی با اجرای پوشه ذخیره بازی‌های قبلی به‌طور کامل تغییر می‌کند. تام برامول از وبگاه یوروگیمر تأثیر شدید تعامل اجتماعی در نتیجه حاصل از رخدادهای بازی و فشار واقعی وارده بر بازیکنان برای تصمیم‌گیری‌هایشان را جزوه نکات مثبت و برجسته بازی به حساب آورد. به علاوه اینکه شخصیت‌های بازی مورد تقدیر قرار گرفتند. مجله اِج آن‌ها را برای داشتن روان‌شناسی شخصیت پیچیده و شخصیت‌پردازی برجسته ستود.
جلوه‌های بصری و جو بازی مورد تقدیرهای مشابهی قرار گرفتند. کوین ونورد، منتقد وبگاه گیم‌اسپات یادآور شد که تأثیر فراگیر ۲ تیره‌تر و از جزئیات بیشتری نسبت به نسخه پیشین خود برخوردار است. در این جدول نمرات بازی تأثیر فراگیر ۲ نسخه کنسول ایکس‌باکس ۳۶۰ قرار داده شده‌است.